# Highlander (TV-serie)
Highlander är en fransk och kanadensisk fantasy/science fiction TV-serie från 1992-1998 med Duncan MacLeod (Adrian Paul), från den skotska klanen MacLeod som Highlander. TV-serien är en spin-off från de första Highlander-filmerna; TV-serien koncentrerar sig på Duncan, en klanmedlem till huvudpersonen från de första filmerna Connor MacLeod (Christopher Lambert). Christopher Lambert var med i det första avsnittet för att skapa kontinuitet och hans karaktär omnämns med jämna mellanrum i alla sex säsongerna. 
TV-serien spelades in i både Frankrike (i första hand i Paris) och Kanada (i första hand i Vancouver).

## Handling
Pilotavsnittet visar Duncan som en vanlig man som lever ett lugnt liv med sin flickvän Tessa Noël (spelad av Alexandra Vandernoot). Tillsammans äger de en antikaffär MacLeod & Noël Antiques. I pilotavsnittet introduceras även Richie Ryan (Stan Kirsch) som en tjuv som gått in i Duncans affär och råkar se en konfrontation mellan Duncan, den onde odödlige Slan Quince (Richard Moll) och en kamrat till Duncan från samma klan Connor MacLeod, hjälten från de första filmerna.
Tittarna fick reda på att Duncan levt i nästan 400 år, och att det fanns många som han på jorden. Connor tog kontakt med Duncan för att be honom att komma tillbaka till The Game och hjälpa det goda att vinna över det onda. Termen The Game används bland de odödliga för att beskriva deras jakt på varandra då de söker "Quickenings" som de får genom att hugga huvudet av sina motståndare. Duncan hade en tid gömt sig för andra odödliga och dragit sig ur The Game. Jagad av Quince har Duncan inget val och tvingas möta honom i slutet av första avsnittet, Quince besegras och Duncan är med i The Game igen.
Det mesta av handlingen kretsar kring Duncan MacLeod och hans relationer med dödliga och andra odödliga. De här relationerna var ett vanligt tema i serien, speciellt Duncans relationer gentemot vänner, familj, älskarinnor och fiender. Allt eftersom serien fortskrider sker det vissa ändringar i konceptet och karaktärerna växer liksom deras relationer. Flera odödliga karaktärer såsom Amanda och Methos blir återkommande gäster i serien och Watchers såsom Joe Dawson tillkom andra säsongen.
I sista avsnittet av femte säsongen dödas Richie Ryan och övernaturliga demonen Ahriman introduceras i serien. I en del avsnitt i den sjätte säsongen är Duncan inte med alls eller väldigt lite, medan producenterna försöker introducera en ny kvinnlig odödlig karaktär för en ny spinoff-serie. Inga av de här nya skådespelerskorna valdes ut för att vara med i Highlander: The Raven utan istället valde man "Amanda" som stjärna i den nya serien, som dock lades ned efter en säsong.

## Karaktärer mm

### Odödliga
Alla odödliga åldras normalt fram till sin första död (som alltid är våldsam), då de återuppväcks för första gången. Efter det åldras de inte, och de kan bara dödas genom halshuggning. Alla odödliga är också sterila. Odödliga är mottagliga för saker som är livshotande för vanliga människor, och ”dör” av dem, men återuppväcks strax därefter. Odödliga kan känna närvaron av andra odödliga, enligt kommentarer på boxen från den första säsongen, ett fenomen som seriens författare kallade "The Buzz". Termen användes dock aldrig i serien enligt kommentarer från avsnitt ett, säsong ett.
När en odödlig blir halshuggen avges energi från dess kropp i en kraftfull energipuls, kallad the Quickening. Den här energin kännetecknas av kraftiga vindar och elektriska blixtar, och den förstör elektriska och mekaniska installationer. Energin absorberas av den odödlige som högg huvudet av den döde odödlige. Om en odödlig blir av med huvudet, genom en olycka, självmord eller mord av en dödlig försvinner the Quickening. Den sägs innehålla kraft, visdom och erfarenhet från den halshuggne odödlige. I en Quickening kan den halshuggne odödliges personlighet överföras till den segrande odödlige, men den grundläggande personligheten förblir den samma som innan.
Odödliga är inblandade i en pågående kamp som de kallar The Game. Målet är att döda alla andra odödliga tills det bara återstår en. Den segrande odödlige kommer då att få mottaga The Prize; ingen vet vad the Prize egentligen är men många spekulerar kring vad det kan vara. The Game har två fastställda regler; det får inte förekomma strider på helig mark och att när två odödliga börjat slåss får ingen annan ge sig in i striden. I ett avsnitt gav Watcher Joe Dawson en vink om att det i all nedskriven Watcher-historia bara finns ett fall där en strid mellan två odödliga skett på helig grund, i Pompeji 79 e.Kr. när Vesuvius får sitt utbrott.

### The Gathering
Enligt Duncans berättarröst i inledningen av avsnitten, utspelar sig serien under the time of Gathering. Dock, då fler och fler Odödliga tillkommer allt eftersom serien fortsätter släpper man konceptet med the Gathering då det inte passar in formatet. 

### Watchers och Hunters
The Watchers är ett hemligt sällskap som obemärkt observerar de odödligas liv utan att avslöja sig själva. Varje odödlig blir tilldelad en Watcher, vars huvudsakliga uppgift är att iaktta och nedteckna deras aktiviteter. The Hunters är ett sidoskott från the Watchers, med uttalat mål att döda alla odödliga.

### Inspelningsplats
Fast de odödliga är spridda över hela världen utspelar sig handlingen i serien oftast i Seacouver (Vancouver), Kanada och i Paris, Frankrike. Tillbakablickar under seriens gång för emellertid handlingen till olika platser. Serien bytte plats från Seacouver till Paris vid mitten av säsongerna, förutom sjätte säsongen. När han bodde i Paris så levde han på en pråm på Seine. I Seacouver bodde Duncan först i sin antikaffär med Tessa, sedan i en lägenhet ovanför sin dojo.

## Skildring
Varje avsnitt började med ett montage med scener från Duncans liv, samtidigt som en röst gav tittarna en kort skildring av seriens tema. Rösten i de första avsnitten i serien var Duncans egen: 
| ” | 'I am Duncan MacLeod, born four hundred years ago in the Highlands of Scotland. I am Immortal and I am not alone. For centuries we have waited for the time of the Gathering, when the stroke of a sword and the fall of a head will release the power of the Quickening. In the end, there can be only one.' | „ |

Skildringen ändrades lite i seriens sjunde avsnitt "Mountain Men" (Duncan igen):
| ” | 'I was born four hundred years ago in the Highlands of Scotland. I am immortal and I am not alone. Now is the time of the Gathering, when the stroke of a sword will release the power of the Quickening. In the end, there can be only one.' | „ |

Skildringen ändrades igen i andra säsongen när Watcher Joe Dawson introducerades i serien (berättad av Joe):
| ” | 'He is immortal, born in the Highlands of Scotland four hundred years ago. He is not alone. There are others like him, some good, some evil. For centuries he has battled the forces of Darkness, with Holy Ground his only refuge. He cannot die, unless you take his head and with it, his power. In the end there can be only one. He is Duncan MacLeod, the Highlander.' | „ |

Skildringen ändrades igen i början av fjärde och förblev sedan oförändrad tills den lades ned (berättad av Joe):
| ” | 'He is Duncan MacLeod, the Highlander. Born in 1592 in the Highlands of Scotland and he is still alive. He is immortal. For four hundred years he's been a warrior... a lover... a wanderer; Constantly facing other Immortals in combat to the death. The winner takes his enemy's head and with it, his power. I am a Watcher, part of a secret society of men and women who observe and record, but never interfere. We know the truth about Immortals. In the end there can be only one. May it be Duncan MacLeod, the Highlander.' | „ |

## Spinoffs

### Filmer
TV-serien fortsatte i filmen Highlander: Endgame (2000) och i Highlander: The Source (2007). I filmen spelar Adrian Paul – Duncan MacLeod, Peter Wingfield – Methos och Jim Byrnes – Joe Dawson.

### Highlander: The Raven
Planerna på en spinoff-serie ledde till att handlingen i flera avsnitt den sjätte säsongen fokuserades på fem kvinnliga odödliga. De fem rollfigurerna som introducerades var Alex Raven (spelad av Dara Tomanovich), Katherine (spelad av Claudia Christian), Kyra (spelad av Alice Evans), Katya (spelad av Justina Vail) och Reagan Cole (spelad av Sandra Hess). Inga av dessa ansågs emellertid duga och rollen gick i stället till Elizabeth Gracen som spelade den populära karaktären Amanda. Spinoffen sändes bara en säsong.

### The Methos Chronicles
2001 kom The Methos Chronicles som var en animerad Internet Flash-serie baserad på karaktären Methos från TV-serien Highlander. Peter Wingfield gjorde rösten för huvudpersonen i de korta avsnitten, det gjordes bara åtta avsnitt som sändes under en säsong. Det fanns planer på att utveckla en vanlig TV-serie under början av 2000-talet, och Peter Wingfield var villig att delta, sedan dess har ingen hört någonting.

### Böcker
- Highlander: The Element of Fire, av Jason Henderson
- Highlander: Scimitar, av Ashley McConnell
- Highlander: Scotland the Brave, av Jennifer Roberson
- Highlander: Measure of a Man av Nancy Holder
- Highlander: The Path av Rebecca Neason
- Highlander: Zealot av Donna Lettow
- Highlander: Shadow of Obsession av Rebecca Neason
- Highlander: The Captive Soul av Josepha Sherman
- Highlander: White Silence av Ginjer Buchanan
- Highlander: An Evening at Joe's – En antologi skriven av ensemblen bakom Highlander.

### Fotnoter
1. ↑  Europudding: International Co-Productions and Televisual Representation (på engelska), vol. 20, 2, Spectator, s. 54, läs online.[källa från Wikidata]
2. ↑  ”Highlander” (på engelska). TV.Com. Arkiverad från originalet den 1 februari 2017. https://web.archive.org/web/20170201134652/http://www.tv.com/shows/highlander/. Läst 26 januari 2017.